# اشيش تشيتري
اشيش تشيتري (22 ديسمبر 1992 بسيكيم في الهند - ) هو لاعب كرة قدم هندي في مركز الدفاع. لعب مع United Sikkim FC ‏ وRoyal Wahingdoh FC ‏.